# Torre de la Tortuga

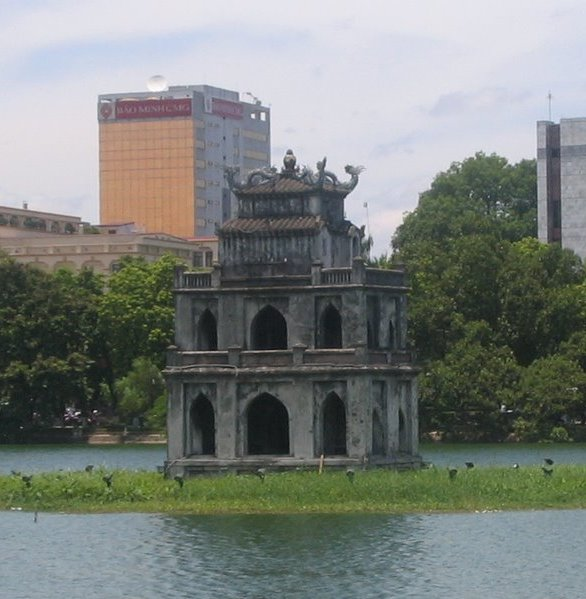
La torre es troba a una illa enmig del llac Hoan Kiem.

La Torre de la Tortuga (vietnamita: Tháp Rùa) és una torre menuda situada enmig del llac Hoan Kiem a Hanoi (Vietnam).

## Història
La torre va ser erigida a l'illot Tortuga, l'antic lloc de pesca del rei Li Thanh Tong. Sota la restaurada dinastia Lê (segles xvii i xviii), els senyors Trinh van construir el Temple Ta Vong sobre l'illot, que va desaparèixer durant la dinastia Nguyen.
Després que els francesos conquistaren la ciutadella de Hanói, la majoria de la població dels voltants del llac va fugir. Els funcionaris vietnamites també van fugir dels seus oficis. Es va quedar només Nguyen Ngoc Kim, qui era el mediador entre les tropes franceses i les vietnamites.